# 댄스 배틀
《댄스 배틀》은 2011년에 nickelodeon에서 방송된 텔레비전 프로그램이다. 16세 이하 어린이들이 댄스 예선을 거쳤고, 선발된 8개 팀이 본선에 진출했다. 5일 방송에서는 본선에 진출한 2개팀씩 댄스 대결을 펼친다. 최종 4개 팀이 결승에서 경합을 하게 된다.

## 참가자
- 손유지 (우승)
- 김수인 (준우승)
- 음채원 (4강)
- 전희선 (4강)
- 손현진 (8강)
- 윤제나 (8강)
- 안가영 (8강)
- 박세현
- 정승은
- 윤정현
- 이고운